# Echinopla vermiculata
Echinopla vermiculata är en myrart som beskrevs av Carlo Emery 1898. Echinopla vermiculata ingår i släktet Echinopla och familjen myror. Inga underarter finns listade i Catalogue of Life.